# Zachary (Louisiana)
Zachary ist eine Stadt in East Baton Rouge Parish im Bundesstaat Louisiana in den Vereinigten Staaten. Sie bildet eine Vorstadt von Baton Rouge. Das U.S. Census Bureau hat bei der Volkszählung 2020 eine Einwohnerzahl von 19.316 ermittelt.

## Geografie
Zachary befindet sich im nördlichen East Baton Rouge Parish. Sie grenzt im Norden an die Stadt Slaughter, im Osten an Central und im Süden an Baker. Der Louisiana Highway 19 führt durch die Stadt und führt im Norden 8 km zum Zentrum von Slaughter und im Süden 14 km zur U.S. Route 61 im nördlichen Teil von Baton Rouge.

## Geschichte
Ein großer Teil des Landes, das die Stadt heute einnimmt, war Teil einer 65 Hektar großen Farm, die Darel Zachary (1827–1907) gehörte. In den 1880er Jahren verkaufte Zachary sein Land an die Illinois Central Railroad, die darauf ein Gleis und ein Depot errichtete. Um das Depot herum wuchs schnell ein Dorf heran, das nach dem ursprünglichen Farmer "Zachary" genannt wurde. Zacharys erstes Postamt wurde 1885 eröffnet, und am 2. August 1889 wurde es als Stadt gegründet, mit Thomas Edward McHugh als erstem Bürgermeister. Ein Feuer verwüstete die Stadt 1903, angeblich verursacht durch einen Gemüsehändler, der versuchte, seine Bananen abzufackeln. Das "historische Dorf" im Zentrum der Stadt besteht aus Gebäuden, die entweder den Brand überlebt haben oder kurz danach erbaut wurden. Das älteste Gebäude (ohne das Depot) ist das Allison House von 1898. Die erste Volkszählung wurde 1914 durchgeführt und meldete 419 Einwohner.

## Demografie
Nach einer Schätzung von 2019 leben in Zachary 17.949 Menschen. Die Bevölkerung teilte sich im selben Jahr auf in 47,8 % Weiße, 48,8 % Afroamerikaner, 1,2 % Asiaten und 1,2 % mit zwei oder mehr Ethnizitäten. Hispanics oder Latinos aller Ethnien machten 0,5 % der Bevölkerung aus. Das mittlere Haushaltseinkommen lag bei 85.347 US-Dollar und die Armutsquote bei 7,4 %.

## Söhne und Töchter der Stadt
- Frank Brian (1923–2017), Basketballspieler
- Herman E. Johnson (1909–1975), Country-Blues-Musiker
- Robert Pete Williams (1914–1980), Bluesmusiker
- Shalanda Young (* 1977), Direktorin des Office of Management and Budget